# 119-110 v.Chr.
De jaren 119-110 v Chr. (van de christelijke jaartelling) zijn een decennium in de 2e eeuw v. Chr.

## Gebeurtenissen
- Zhang Qian wordt in 119 v. Chr. op zijn tweede zendingsreis gestuurd naar het westen. Hij komt terug in 115 v. Chr.
- De tweede Dalmatische oorlog (119 v.Chr. – 118 v.Chr.) vindt plaats. Net als de eerste Dalmatische oorlog (156 v.Chr. 155 v.Chr.) resulteert deze in een nederlaag voor de Dalmatae.
- Colonia Narbo Martius (het huidige Narbonne) wordt gesticht door Gnaius Domitius Ahenobarbus in de Romeinse provincie Gallia Transalpina.
- Een burgeroorlog verscheurt Numidië en het wordt na de Oorlog tegen Jugurtha een Romeinse provincie.
- In 116 v.Chr. begint Ptolemaeus IX Soter II aan zijn eerste termijn als farao van Egypte.
- Het Centraal-Aziatische deel van de Zijderoute wordt in gebruik genomen.

### Geboren
- Antiochus XI Epiphanes (* ~115 v. Chr.- +92 v. Chr.), koning van het Seleucidenrijk ( Syrië).
- Antiochus X Euseles (* 115 v. Chr.- +83 v. Chr.), koning van het Seleucidenrijk ( Syrië)
- Marcus Terentius Varro Reatinus (*~ 116 v. Chr.- +27 v. Chr.), Romeins geleerde en bibliothecaris van Julius Caesar.
- Plotemaeus van Cyprus (*~ 116 v. Chr.-+ 58 v. Chr.), koning van Cyprus.
- Seleucus VI Epiphanes (*~ 118 v. Chr.-+~ 95 v. Chr.), koning van het Seleucidenrijk ( Syrië).
- Lucius Licinius Lucullus (* ~117 v. Chr.- + ~56 v. Chr.), Romeins staatsman en veldheer.
- Ptolemaeus XII Neos Dionysos (* ~117 v. Chr.- ~51 v. Chr.), farao van Egypte.
- Lucius Afranius (* ~112 v. Chr.-+ ~46 v. Chr.), Romeins consul en veldheer.
- Quintus Hortensius Hortalus (* ~114 v. Chr.-+ ~50 v. Chr.), Romeins consul en redenaar.
- Berenice III (* ~115 v. Chr- + ~80 v. Chr.), koningin van Egypte.
- Boerabista (* ~111 v. Chr.- ~44 v. Chr.), koning van Dacia.
- Demetrius III Eucaerus (* ~115 v. Chr.- ~88 v. Chr.), koning van het Seleucidenrijk (Syrië).
- Marcus Licinius Crassus Dives (* ~115 v. Chr.- ~53 v. Chr.), Romeins veldheer en staatsman.
- Bogud II (* ~110 v. Chr.- ~31 v. Chr.), koning van Mauretania.
- Marcus Petreius (* ~110 v. Chr.- ~46 v. Chr.), Romeins veldheer en staatsman.
- Titus Pomponius Atticus (* ~110 v. Chr.- ~32 v. Chr.), Romeins ridder en zakenman.

### Overleden
- Gaius Papirius Carbo (* ~180 v. Chr.- 119 v. Chr.), Romeins redenaar en staatsman (45).
- Cleopatra II (* ~185 v. Chr.- ~116 v. Chr.), koningin van Egypte (69).
- Diophantus (* ~200 v. Chr.- ~116 v. Chr.), Grieks wiskundige (84).
- Plotemaeus VIII Euergetes (* ~182 v. Chr.- ~116 v. Chr.), farao van Egypte (66).
- Apollodorus van Athene (* ~180 v. Chr.- ~115 v. Chr.), Grieks filoloog (65).
- Quintus Caecilius Metellus Macedonicus (* ~207 v. Chr.- ~115 v. Chr.), Romeins consul en veldheer (92).
- Zhang Qian (* ~195 v. Chr.- ~114 v. Chr.), Chinees ontdekkingsreiziger (81).
- Adherbal van Numidië, koning van Numidië.
- Cleopatra IV (* ~140 v. Chr.- ~112 v. Chr.), koningin van Egypte (28).
- Kritolaos (* ~200 v. Chr.- ~111 v. Chr.), Grieks filosoof (89).
- Panaetius van Rodos (* ~180 v. Chr.- ~110 v. Chr.), Grieks Stoïcijns filosoof (70).
- Sima Tan (* ~165 v. Chr.- ~110 v. Chr.), Chinese historicus (55).

<< · 119 · 118 · 117 · 116 · 115 · 114 · 113 · 112 · 111 · 110 · >>
<< · 199-190 · 189-180 · 179-170 · 169-160 · 159-150 · 149-140 · 139-130 · 129-120 · 119-110 · 109-100 · >>